# Coleoriza
La coleoriza (coleorhiza), del grec: koleo- κόλεος = 'beina', 'funda' + rhiz(ā) ῥίζα = 'arrel', és la beina o membrana protectora que envolta el brot en germinació d'algunes plantes monocotiledònies. En l'embrió o llavor de les gramínies la coleoriza és la membrana que recobreix la radícula.